# Кулик Владислав Михайлович
Владислав Кулик (рос. Владисла́в Миха́йлович Кули́к, нар. 27 лютого 1985, Полтава) — російський футболіст, що грав на позиції півзахисника.
Виступав, зокрема, за клуби «Терек» та «Кубань», а також другу збірну Росії.

## Клубна кар'єра

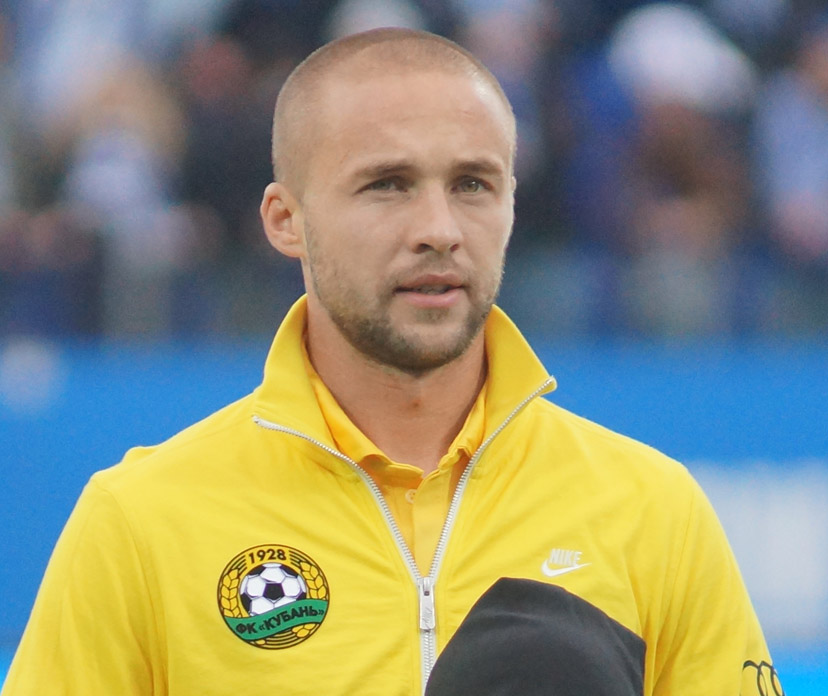
Кулик в «Кубані»

Народився 27 лютого 1985 року в місті Полтава. У футбол починав грати в рідному місті, потім потрапив у Тольятті, де його тренером став Олександр Гармашов.
На професійному рівні виступає з 2002 року. Згодом з 2003 по 2005 рік грав у складі команд клубів «Ротор», «Чорноморець» (Новоросійськ) та «Урал». У 2006—2008 роках — гравець грозненського «Терека». У лютому 2009 року між клубами «Терек» і «Крила Рад» (Самара) відбувся трансфер футболіста, Кулик уклав з самарським клубом чотирирічний контракт.
12 січня 2010 було повідомлено, що керівники «Крил» і «Кубані» досягли згоди про перехід Владислава, сума трансферу повинна була скласти 300 000 доларів. 27 січня Палата суперечок Комітету РФС дозволила Кулику перехід у будь-який клуб, а «Крила Рад», відповідно до рішення, повинні були оформити звільнення футболіста. 1 лютого було повідомлено, що Владислав підписав 3-річний контракт з «Кубанню», у складі якої дебютував 10 квітня в виїзному матчі 4-го туру першості проти хабаровського клубу «СКА-Енергія». Першим голом відзначився 10 травня вже на першій хвилині виїзного матчу 9-го туру першості проти омського «Іртиша», примітно, що м'яч Владислав забив рівно на 13-й секунді матчу, тим самим, цей гол став найшвидшим в історії «Кубані». Всього в тому сезоні провів 16 матчів, забив 2 м'ячі і став, разом з командою, переможцем Першого дивізіону.
У квітні 2011 року Кулик був визнаний за підсумками голосування уболівальників кращим гравцем «Кубані» другого місяця сезону 2011/12 років.
У травні 2013 року підписав чотирирічний контракт з казанським «Рубіном». Його трансфер обійшовся казанцям в € 3,6 млн.
11 червня 2014 року повернувся до «Кубані» на правах оренди.
Завершив професійну ігрову кар'єру у клубі «Рубін».

## Виступи за збірні
Залучався до складу молодіжної збірної Росії. На молодіжному рівні зіграв у 10 офіційних матчах, забив 1 м'яч.
2011 року захищав кольори другої збірної Росії. У складі цієї команди провів 2 матчі.

## Досягнення
Кубань
- Кубок Росії
  -  Фіналіст (1): 2014/15

- Першість Футбольної Національної Ліги
  -  Чемпіон (1): 2010

## Цікаві факти
- 10 травня 2010 року Кулик став автором найшвидшого гола в історії «Кубані», забивши м'яч вже на 13-й секунді виїзного матчу проти омського «Іртиша»